# Carohamilia
Carohamilia este un gen de insecte lepidoptere din familia Cossidae.

Cladograma conform Catalogue of Life:
| Carohamilia | \| \| Carohamilia itys \| \| \| \| \| \| Carohamilia lineaplena \| \| \| \| \| \| Carohamilia ophelia \| \| \| \| |
|             | \| \| Carohamilia itys \| \| \| \| \| \| Carohamilia lineaplena \| \| \| \| \| \| Carohamilia ophelia \| \| \| \| |
|             | Carohamilia itys                                                                                                  |
|             | |
|             | Carohamilia lineaplena                                                                                            |
|             | |
|             | Carohamilia ophelia                                                                                               |
|             | |